# مبادرة روجرز

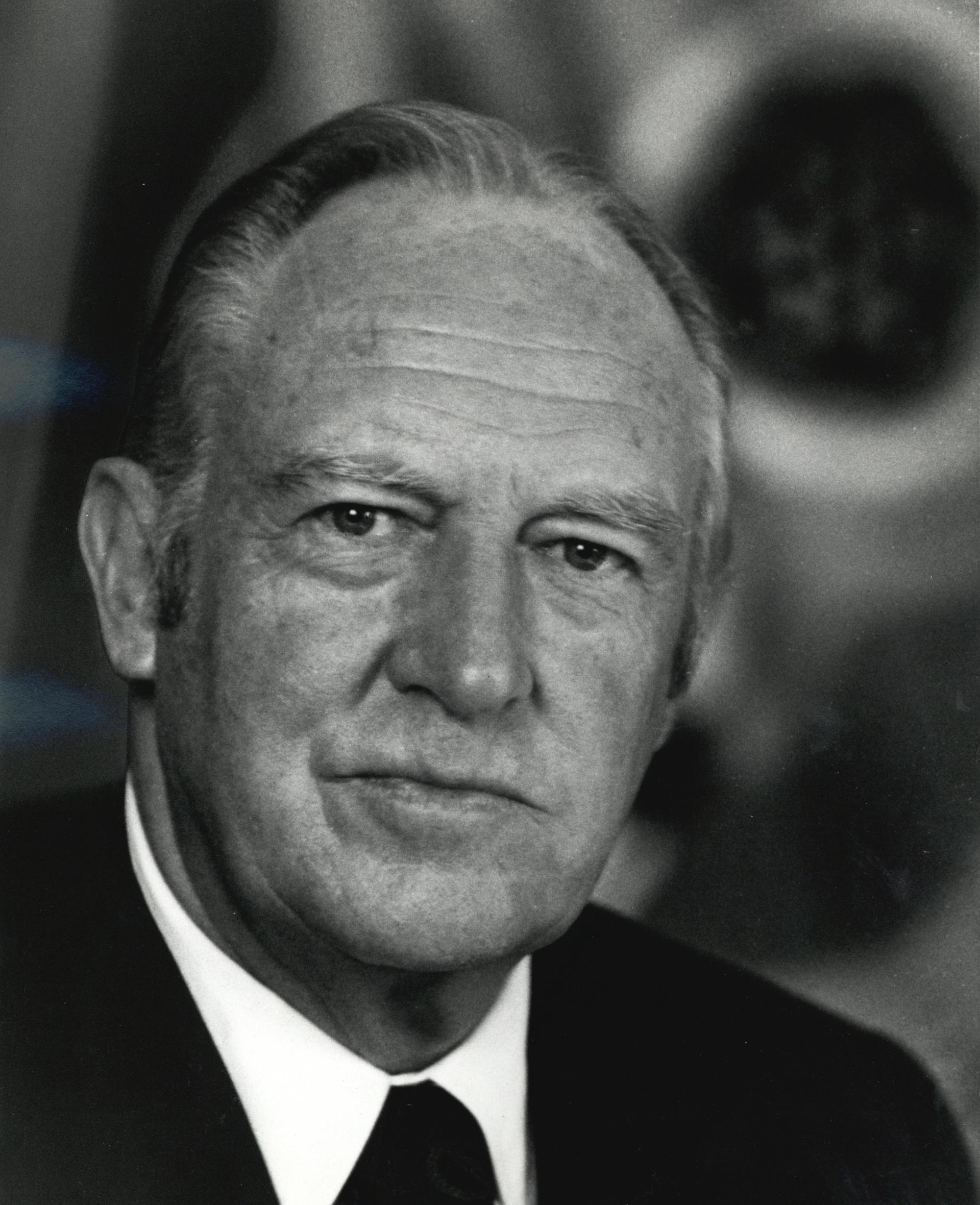

مبادرة روجرز (المعروفة أيضا بالضربة العميقة) هي مبادرة قدمتها الولايات المتحدة الأمريكية في 5 يونيو 1970 عن طريق وزير خارجيتها وليام روجرز لإيقاف النيران لمدة 90 يوم بين مصر وإسرائيل وأن يدخل الطرفان في مفاوضات جديدة لتنفيذ القرار 242. استجاب الطرفان لإيقاف النيران في 8 أغسطس 1970 إلا أن إسرائيل لم تفي بالشق الثاني. وسقطت المبادرة في 4 فبراير 1971 حيث أعلنت مصر رفضها تمديد وقف إطلاق النيران واستمرار حالة اللاسلم واللاحرب.:255

## أسباب طرح هذه المبادرة
كانت الولايات المتحدة الأمريكية هي التي طرحت هذه المبادرة، لإيقاف القتال مدة ثلاثة أشهر، نتيجة المعارك الجوية التي دارت بين القوات المسلحة المصرية والقوات الإسرائيلية المعادية، وأسقط فيها طائرات حديثة جداً -أمريكية الصنع- تابعة لسلاح الجو الإسرائيلي. وأيضاً وقوع إسرائيل في مأزق عسكري داخلي كبير جداً، بسبب الخسائر البشرية اليومية في صفوف قواته المسلحة.

## التاريخ
تم اقتراح خطة روجرز علنا في خطاب 9 ديسمبر 1969 في مؤتمر تعليم الكبار.
جاء خطاب ديسمبر 1969 عقب فشل البعثة يارينغ في التفاوض على خطة تنفيذ قرار مجلس الأمن 242 بين الأطراف الرئيسية في حرب الأيام الستة.
دعت بعض النقاط الواردة في ورقة روجرز ذات النقاط العشر إلى ما يلي:
- المفاوضات التي جرت تحت رعاية غونار جارينغ وفقا للإجراءات المتبعة في اجتماعات رودس لعام 1949؛
- الانسحاب الإسرائيلي من الأراضي المصرية المحتلة في الحرب؛
- التزام ملزم من جانب إسرائيل ومصر بالحفاظ على السلام فيما بينهما
- المفاوضات بين إسرائيل ومصر من أجل التوصل إلى اتفاق بشأن المناطق التي يتعين تجريدها من السلاح، واتخاذ تدابير لضمان حرية المرور عبر خليج العقبة، واتخاذ ترتيبات أمنية بشأن غزة؛

وكان فشل بعثة يارينغ ومحادثات السلام التي تم التوصل إليها من خلال الوساطة بمثابة انعكاس لمأزق طال أمده بين إسرائيل ومصر. ففي حين طالبت إسرائيل بالاعتراف الرسمي بسيادتها، التي تكتسبها من خلال محادثات السلام المباشرة مع مصر، فإن مصر لن توافق إلا على تقديم السلام الذي يرعاه طرف ثالث وهو الأمم المتحدة (وهذا من شأنه أن يسمح لمصر بتجنب التداعيات السياسية التي قد تأتي من الدول العربية، والتي عارضت بشدة الاعتراف بإسرائيل). وبالإضافة إلى هذا السلام، فإن إسرائيل ستعيد كل الأراضي إلى مصر. واعتبر الطرفان أن تضارب المصالح لا يمكن حله إلا عن طريق التخويف العسكري. ففي حين كانت وجهة نظر الحكومة الأميركية تأمل في استخدام وعود بالأسلحة للحصول على تنازلات إسرائيلية بشأن الأرض، فإن إسرائيل كانت ترغب في الحصول على الأسلحة لتأمين الأرض التي رفضت التخلي عنها.
وقد تعقدت المفاوضات التي أدت إلى خطة روجرز ليس فقط بسبب الأعمال العدائية بين إسرائيل ومصر، بل أيضا بسبب اختلاف الفلسفات التي اعتمدها الاتحاد السوفياتي والولايات المتحدة في تناول المفاوضات. وكانت الاستراتيجية السوفياتية خلال محادثات السلام هي «إحضار المصريين معهم في كل خطوة من الطريق. كانت الإستراتيجية الأميركية مختلفة تمام الاختلاف. ولم يكن هناك أي سؤال حول محاولة إقناع الإسرائيليين بتأييد كل تحرك أمريكي كما تم. لتأمين اتفاق إسرائيل حسب الأميركيون أنه يجب أن يكون لديهم أولا موافقة مصر والاتحاد السوفياتي».
وعلى الرغم من أن كلا من رئيس الوزراء الإسرائيلي غولدا مائير والسفير الإسرائيلي لدى الولايات المتحدة إسحق رابين قد تباحث مع الرئيس الأمريكي ريتشارد نيكسون في الأشهر القليلة الماضية من عام 1969، فإن خطاب روجرز كان يعتبر مفاجأة.
ورفضت إسرائيل الخطة في 10 ديسمبر 1969, وعرفتها بأنها "محاولة لاسترضاء [العرب] على حساب إسرائيل. وقد اعتبرها السوفيات "أحادية الجانب" و"مؤيدة لاسرائيل". وقد رفضه الرئيس ناصر لأنها كانت صفقة منفصلة مع إسرائيل حتى لو استعادت مصر كامل سيناء..
وفي محاولة فاشلة لاسترعاء تدخل الأمم المتحدة بعد وقف إطلاق النار الذي أنهى حرب الأيام الستة، أطلق المصريون جولة جديدة من قذائف المدفعية مع القوات الإسرائيلية. وبينما واصل الوزير روجرز خطته للسلام، قام الرئيس المصري جمال عبد الناصر بمساعدة ثلاثة ألوية من القوات السوفييتية، بتصعيد سريع لحرب الاستنزاف ضد القوات الإسرائيلية في قناة السويس في محاولة لإلحاق أكبر قدر من الخسائر بالقوات الإسرائيلية.

## ما بعد: الآثار التاريخية
في يونيو 1970، بدأ روجرز خطة لوقف إطلاق النار، تسمى أحيانا خطة روجرز الثانية. قبلت مصر خطة وقف إطلاق النار. وفي نهاية المطاف قبلتها إسرائيل، الأمر الذي أدى إلى خروج حزب غاهال اليميني من حكومة جولدا مائير في أغسطس 1970. وقد أسفر هذا القبول عن وقف إطلاق النار "في مكانه في 7 أغسطس 1970.
ووفقا لاتفاق وقف اطلاق النار، طلب من الجانبين عدم تغيير «الوضع العسكرى القائم داخل المناطق الممتدة على بعد 50 كم شرق وغرب خط وقف اطلاق النار». وعلى الرغم من الحظر الذي تم التوصل إليه في اتفاق وقف إطلاق النار، فقد سارعت مصر إلى نقل البطاريات المضادة للطائرات إلى المنطقة. بحلول أكتوبر كان هناك حوالي 100 موقع SAM في المنطقة، ولم يبذل روجرز أي جهد دبلوماسي لتأمين إزالتها. وعلى هذا فقد كانت مصداقيته ضئيلة في إسرائيل، وفي نهاية المطاف اندلعت حرب يوم الغفران في عام 1973.
وقد أدت العدوانية العسكرية الإسرائيلية إلى نكسة سياسية مع الولايات المتحدة. لكن عبد الناصر قد حصل على استراحة مكنته من تعزيز أنظمة الدفاع الصاروخية التي كانت قد خرجت من الحرب. كما استخدم ناصر المفاوضات كوسيلة لفتح خطوط الاتصال مع الولايات المتحدة لمواجهة اعتماده المتزايد على الاتحاد السوفياتي. وكانت منظمة التحرير الفلسطينية قد صدمت وغضبت من الاتفاق الذي أدى إلى محاولات حبش وحواتمة الإطاحة بالملك حسين. وقد أدت هذه الأعمال إلى أحداث أيلول الأسود، وهي حرب أهلية اندلعت في الأردن في 16 سبتمبر 1970.
ولم تحدث أي تقدم مفاجئ، حتى بعد أن طرد السادات المستشارين السوفييت فجأة من مصر، وأشار مرة أخرى إلى واشنطن استعداده للتفاوض. ولكن، في 28 فبراير 1973، أثناء زيارة في واشنطن العاصمة، اتفقت مائير مع اقتراح هنري كيسنجر للسلام القائم على «الأمن مقابل السيادة:» وستقبل إسرائيل السيادة المصرية على كل سيناء، وستقبل مصر الوجود الإسرائيلي في بعض المواقع الاستراتيجية في سيناء.
استمر السادات في هذا الاتجاه من خلال دعم خطة روجرز وطرد مجموعة علي صبري المؤيدة للسوفييت في إبريل 1971. غير أنه من غير المحتمل أن تنظر الولايات المتحدة إلى العلاقات على نفس النحو لأن تركيز وزارة الخارجية كان التنافس مع الاتحاد السوفياتي، بدلا من الصراعات الإقليمية. كما أدى القرار إلى تفاقم الانقسامات بين كيسنجر وروجرز، ورأت بلدان الشرق الأوسط أن أهداف السياسة الخارجية الأميركية كانت مختلفة. ولم يكن كيسنجر راغبا في إشراك الاتحاد السوفييتي أو أي دولة عربية صديقة له؛ على أمل أن يلجأوا إلى الولايات المتحدة ويرفضوا الاتحاد السوفييتي.
وقد استخدمت إسرائيل ذلك على أمل منع كل محادثات السلام، التي كان يمكن أن تؤدي إلى الحصول على قدر أكبر من استسلام الأراضي من الدول العربية بسبب القوة العسكرية لإسرائيل. واستبق ناصر أي تحرك نحو مفاوضات مباشرة مع إسرائيل. وفي عشرات الخطب والتصريحات، افترض ناصر أن أي محادثات سلام مباشرة مع إسرائيل هي بمثابة الاستسلام.